# 박당강 전투 (938년)
박당강 전투(베트남어: Trận Bạch Đằng / 陣白藤)는 938년에 베트남에서 개국한 응오 왕조의 베트남군과 남한군과의 전투이다. 중국으로부터 독립을 시도했던 응오 왕조의 창시자 오권(이하 응오꾸옌)은 교공선(이하, 끼에우꽁띠엔)과 전투를 벌여 승리를 거두었다. 끼에우꽁띠엔은 오대십국 중 하나인 남한에 지원을 요청했고, 남한은 만왕 유홍조를 절도사로 임명하여 약 20,000의 병력을 베트남에 파견했다.
남한과 끼에우꽁띠엔의 수군은 바다에서 박당강을 거슬러 올라 와 홍강 삼각주의 중심으로 진격하려고 했지만, 응오꾸옌은 하롱베이 부근의 박당강 하구에서 이들을 맞이했다. 숫자 상으로는 남한과 끼에우꽁띠엔 연합군이 우위였지만, 응오꾸옌은 연합군을 물리치고 1000년 가까운 중국의 베트남 지배 체제를 종식시키고 왕위에 올랐다.

## 과정
938년 남한의 황제는 유홍조가 지휘하는 수군을 이끌고 침공하게 했다. 황제 자신도 군대를 해문(海門)으로 이끌고 가서 유홍조에 가세했다. 응오꾸옌은 대라성으로 행군하여 끼에우꽁띠엔(교공선, 矯公羨)을 잡아 처단하고, 침략군에 대비한 준비를 했다.
박당강은 일반적으로 ‘숲의 강’이라고 불렸고, 이것은 양쪽 언덕 특히 왼쪽 언덕이 숲이었기 때문에 불렸던 명칭이다. 해발이 낮고 경사도 적었기 때문에 조수간만의 영향을 강하게 받는 장소였다.
응오꾸옌은 병사와 백성을 시켜 숲에서 수천 개의 큰 나무를 베어내고, 그 앞을 깎아 철로 씌운 말뚝을 하구 근처의 요소에 박아두었다. 말뚝이 물속에 잠기게 하고, 진지 양쪽에서 군대를 매복시킨 것이다.
938년 가을, 유홍조가 지휘하는 남한 수군이 하구에서 침공해 왔다. 응오꾸옌은 만조 시에 작은 배를 미끼로 써서 박당강 하구를 거슬러 올라왔다. 그후 썰물이 빠져나가기 시작하자 이것을 신호로 복병도 다 같이 반격하도록 명령을 내렸다. 남한군은 대항하지 못하고 바다로 도망치려고 했지만, 물이 빠져나가 수면으로 튀어나온 말뚝으로 인해 탈출을 할 수 없었다.
남한군은 혼란에 빠졌고, 배는 말뚝에 의해 분쇄된 것으로 알려졌다. 한편 오권 군은 작은 배를 이용해 빠른 기동으로 접근하여 백병전을 전개하기에 이르렀다. 남한군은 배를 버리고 도주하였고, 이 전투에서 절반 이상의 병력을 잃었으며, 유홍조도 목숨을 잃었다.

## 같이 보기
- 박당강 전투 (981년)
- 박당강 전투 (1288년)